# C'est la faute au grisbi
Pour les articles homonymes, voir Grisbi (homonymie).
Pour plus de détails, voir Fiche technique et Distribution.
C'est la faute au grisbi (Processo contro ignoti) est un film policier italien réalisé par Guido Brignone et sorti en 1952.

## Synopsis
À Gênes, la fille d'un couple fortuné est enlevée et les ravisseurs exigent une rançon de 20 millions de lires. Le père effectue le paiement mais l'enfant n'est toutefois pas relâché. Les recherches commencent et on retrouve bientôt le cadavre de l'enfant, mort étranglé. L'affaire défraye la chronique et indigne l'opinion publique. L'enquête est très médiatisée, mais il faudra plusieurs mois pour trouver une piste. Un présumé coupable est finalement arrêté : c'est un mécanicien modeste qui ne peut justifier son soudain enrichissement. Il va devoir tout faire pour prouver son innocence...

## Fiche technique
Sauf indication contraire, les informations mentionnées dans cette section peuvent être confirmées par la base de données cinématographiques IMDb,  présente dans la section « Liens externes ».
- Titre français : C'est la faute au grisbi[2]
- Titre original : Processo contro ignoti[3]
- Réalisateur : Guido Brignone
- Scénario : Gaetano Loffredo, Gaspare Cataldo (it), Giorgio Prosperi, Guido Brignone
- Photographie : Giuseppe La Torre
- Montage : Jolanda Benvenuti (it)
- Musique : Ezio Carabella
- Décors : Ottavio Scotti (it)
- Maquillage : Mario Van Riel
- Production : Fortunato Misiano
- Sociétés de production : Romana Film (it)
- Pays de production :  Italie
- Langue de tournage : italien
- Format : Noir et blanc - 1,37:1 - Son mono - 35 mm
- Durée : 95 minutes (1h35)[3]
- Genre : Film policier[2]
- Dates de sortie :
  - Italie : 1952[1]
  - États-Unis : 11 février 1954
  - France : 1er juin 1955[2]

## Distribution
- Charles Rutherford (it) : Le mécanicien Michele Esposito
- Lianella Carell : Gianna, la femme de Michele
- Arnoldo Foà : Basilio
- Natale Cirino : Giovanni Feruglio, le tenancier du bar
- Cesarina Gheraldi : Mme Feruglio
- Ignazio Balsamo : un complice de Feruglio
- Carlo Lombardi : Bonardi
- Marcello Giorda : le juge Aldo Ranieri
- Tina Lattanzi : Mme Ranieri
- Cesare Danova : l'avocat Enzo Pirani
- Gemma Bolognesi : la mère d'Enzo Pirani
- Maria Zanoli : Mme Maria
- Augusto Mastrantoni : le procureur Lugli
- Carletto Sposito : Vittorio
- Arrigo Forti : Gabriele
- Giuseppe Chinnici : le chef de la squadra mobile
- Maria Pia Spini : la padrona di casa
- Angelo Nicotra : il figlio del maresciallo dei carabinieri siciliano
- Alberto Sorrentino : l'autista romano della Mobilgas
- Memmo Carotenuto : un detenuto
- Domenico Modugno : il commissario
- Mimo Billi : l'avvocato dell'accusa
- Leonardo Severini : il vicebrigadiere
- Guido Barbarisi : il padrone dell'officina
- Paolo Ferrara :
- Pasquale Martino :
- Enrico Urbini :
- Alberto D'Amario :

## Exploitation
La film Processo contro ignoti est inscrit au registre public cinématographique (it) au no 1150. Il a été présenté à la Commission italienne de classification des œuvres cinématographiques (Commissione di Revisione Cinematografica) et a obtenu le visa de censure no 12878 le 2 octobre 1952.
Le film est exploité aux États-Unis à partir du 11 février 1954 sous le titre Genoese Dragnet et en France à partir du 1er juin 1955 sous le titre C'est la faute au grisbi.